# Jord Corona
La Jord Corona è una struttura geologica della superficie di Venere.